# Wantschkette
Die Wantschkette (tadschikisch Қаторкӯҳи Ванҷ; russisch Ванчский хребет) ist ein Gebirgszug im westlichen Pamir in Tadschikistan.
Die Wantschkette erstreckt sich in der Provinz Berg-Badachschan über eine Länge von etwa 85 km in Nordost-Südwest-Richtung. Sie befindet sich südlich der Kette der Akademie der Wissenschaften und verläuft zwischen den Flusstälern von Wantsch im Norden und Jasgulem im Süden. Das Gebirge erreicht Höhen von über 5500 m.
Im Gebirgszug kommt Granit und Sandstein vor. Es ist von steilen Hängen und zerklüfteten Schluchten gekennzeichnet.
An den Hängen wachsen Wacholder und verschiedene Sträucher (Rosen und Weißdorne). Oberhalb von 4000 m Höhe beginnen die Gletscher. Die Gletscherfläche der Wantschkette wird mit 164 km² angegeben.